# Kana (pismo)
Kana (jap. 仮名) – wspólna nazwa japońskich pism sylabicznych: hiragany ひらがな i katakany カタカナ. Istnieje ponadto starszy, nieużywany obecnie system, zwany man’yōgana, który również zaliczany jest do kany oraz furigana 振り仮名 lub 振りがな, 振仮名, system służący podaniu czytania znaków kanji. Są to znaki kany mniejsze w stosunku do tekstu głównego, zapisywane ponad kanji (w piśmie poziomym) lub po prawej stronie (w piśmie pionowym).

## Pochodzenie
Oba współczesne sylabariusze japońskie wywodzą się ze znaków kanji używanych do zapisu dźwięków w oderwaniu od ich znaczenia (czyli z man’yōgany), przy czym źródło poszczególnych znaków kany jest częściowo identyczne w hiraganie i katakanie, a częściowo rozbieżne (por. tabele w haśle Man’yōgana). Znaki kanji zostały w tym piśmie z czasem uproszczone, aż osiągnęły współczesny wygląd.

## Zasób znaków
Oba warianty mają tyle samo znaków o takiej samej wartości fonetycznej, są jednak używane w różnych sytuacjach (szczegółowe informacje na ten temat znaleźć można w artykułach: hiragana i katakana). Zawierają po 46 znaków podstawowych oraz dwa znaki, które nie są używane od czasów reformy pisowni przeprowadzonej po drugiej wojnie światowej. Oto zasób kany w układzie uznanym w Japonii za standardowy (transkrypcja Nihon-shiki):
| a | ka | sa  | ta  | na | ha | ma | ya | ra | wa   | n |
| i | ki | shi | chi | ni | hi | mi |    | ri | (wi) |   |
| u | ku | su  | tsu | nu | fu | mu | yu | ru |      |   |
| e | ke | se  | te  | ne | he | me |    | re | (we) |   |
| o | ko | so  | to  | no | ho | mo | yo | ro | wo   |   |
Jak widać, w kanie nie ma znaków /yi/, /ye/ ani /wu/ (sylaby yi i wu w języku japońskim w ogóle nie istnieją, ye zanikło przed ukształtowaniem się kany). Znaki /wi/ oraz /we/ nie są współcześnie używane.

## Modyfikacje znaków podstawowych (diakryty)
W prawym górnym rogu umieszcza się dwie małe, ukośne kreseczki (nigori). Oznaczają one udźwięcznienie spółgłoski, tj.:
- /k-/ na /g-/
- /s-/ na /z-/
- /t-/ na /d-/
- /h-/ na /b-/

Kółeczko w prawym górnym rogu zmienia /h-/ na /p-/.
Niekonsekwencja fonetyczna /h-/ – /p-/ – /b-/ wynika ze zmian w wymowie. Niegdyś sylaby rozpoczynające się od h wymawiane były ze spółgłoską p. Wymowa p zmieniła się w większości pozycji na h, jednak nie zmieniono pisowni i znaki te mogły oznaczać zarówno h, jak i p, dlatego z czasem zaczęto oznaczać wymowę p kółeczkiem.

## Wymowa kany
Oto podstawowe zasady odczytu znaków kany (hiragany i katakany), w zapisie zgodnym z transkrypcją Hepburna:
- samogłoski /a/, /e/, /i/, /o/ wymawia się, jak w języku polskim;
- samogłoska /u/ odbiega nieco od polskiej wymowy (wargi nie są zaokrąglone, lecz płasko rozciągnięte);
- spółgłoski /k-/, /g-/, /n-/, /m-/, /p-/, /s-/, /t-/, /d-/, /b-/ wymawia się tak samo, jak po polsku;
- /r-/ jest dźwiękiem pośrednim pomiędzy polskimi l a r;
- /z-/ wymawia się dz;
- /shi/ wymawia się si;
- /ji/ wymawia się dzi;
- /chi/ wymawia się ci;
- /tsu/ wymawia się cu;
- /fu/ wymawia się fu (choć spółgłoska f jest w japońskim dwuwargowa, nie wargowo-zębowa jak polskie f), pozostałe /h-/ wymawia się jak po polsku
- /y-/ wymawia się jak polskie j
- /wa/ wymawia się jak ła, ale /wo/ wymawiane jest o
- /n/ (ale nie serię rozpoczynającą się od /n-/) wymawia się odmiennie w zależności od następującej po nim spółgłoski, przed: /m/, /p/, /b/ → /m/; przed: /n/, /r/, /ts/, /z/, /ch/, /j/, /t/, /d/ → /n/

## Połączenia znaków
Sylaby zakończone na /-i/, po których występują pomniejszone znaki rozpoczynające się od /y-/  (ya, yu, yo) wymawia się jako jedną sylabę, np.:
- /ki/ + /ya/ ⇒ kya
- /gi/ + /ya/ ⇒ gya
- /hi/ + /ya/ ⇒ hya
- /ri/ + /ya/ ⇒ rya

itd.

## Tabela kany
Po lewej stronie – hiragana, po prawej – katakana
|   | a          | i           | u           | e          | o          | ya              | yu              | yo              |
|   | あ / ア a  | い / イ i   | う / ウ u   | え / エ e  | お / オ o  |                 |                 |                 |
| k | か / カ ka | き / キ ki  | く / ク ku  | け / ケ ke | こ / コ ko | きゃ / キャ kya | きゅ / キュ kyu | きょ / キョ kyo |
| s | さ / サ sa | し / シ shi | す / ス su  | せ / セ se | そ / ソ so | しゃ / シャ sha | しゅ / シュ shu | しょ / ショ sho |
| t | た / タ ta | ち / チ chi | つ / ツ tsu | て / テ te | と / ト to | ちゃ / チャ cha | ちゅ / チュ chu | ちょ / チョ cho |
| n | な / ナ na | に / ニ ni  | ぬ / ヌ nu  | ね / ネ ne | の / ノ no | にゃ / ニャ nya | にゅ / ニュ nyu | にょ / ニョ nyo |
| h | は / ハ ha | ひ / ヒ hi  | ふ / フ fu  | へ / ヘ he | ほ / ホ ho | ひゃ / ヒャ hya | ひゅ / ヒュ hyu | ひょ / ヒョ hyo |
| m | ま / マ ma | み / ミ mi  | む / ム mu  | め / メ me | も / モ mo | みゃ / ミャ mya | みゅ / ミュ myu | みょ / ミョ myo |
|   | や / ヤ ya |             | ゆ / ユ yu  |            | よ / ヨ yo |                 |                 |                 |
| r | ら / ラ ra | り / リ ri  | る / ル ru  | れ / レ re | ろ / ロ ro | りゃ / リャ rya | りゅ / リュ ryu | りょ / リョ ryo |
| w | わ / ワ wa |             |             |            | を / ヲ wo |                 |                 |                 |
|   | ん / ン n  |             |             |            |            |                 |                 |                 |
|   |            |             |             |            |            |                 |                 |                 |
| g | が / ガ ga | ぎ / ギ gi  | ぐ / グ gu  | げ / ゲ ge | ご / ゴ go | ぎゃ / ギャ gya | ぎゅ / ギュ gyu | ぎょ / ギョ gyo |
| z | ざ / ザ za | じ / ジ ji  | ず / ズ zu  | ぜ / ゼ ze | ぞ / ゾ zo | じゃ / ジャ ja  | じゅ / ジュ ju  | じょ / ジョ jo  |
| d | だ / ダ da | ぢ / ヂ ji  | づ / ヅ zu  | で / デ de | ど / ド do | ぢゃ / ヂャ ja  | ぢゅ / ヂュ ju  | ぢょ / ヂョ jo  |
| b | ば / バ ba | び / ビ bi  | ぶ / ブ bu  | べ / ベ be | ぼ / ボ bo | びゃ / ビャ bya | びゅ / ビュ byu | びょ / ビョ byo |
| p | ぱ / パ pa | ぴ / ピ pi  | ぷ / プ pu  | ぺ / ペ pe | ぽ / ポ po | ぴゃ / ピャ pya | ぴゅ / ピュ pyu | ぴょ / ピョ pyo |